# Percheron

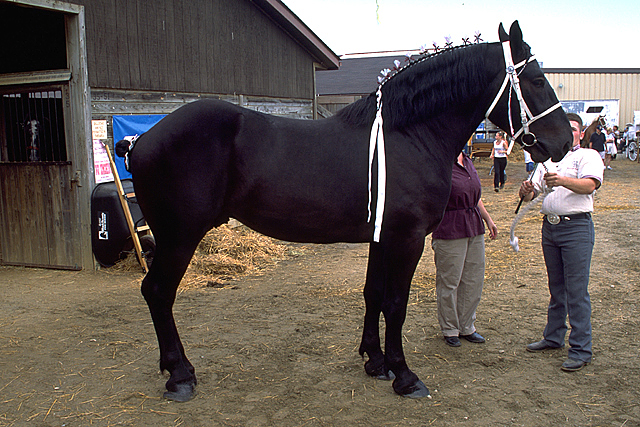
Fekete példány

A percheron egy Normandiából származó hidegvérű  lófajta.

## Története
Hidegvérű fajta, Franciaországból, Normandiából származik a 18. századból. Nevét a Perche völgyről kapta.Normann és arab lovak keresztezéséből kialakult fajta, amelynek utódait később nehéz hidegvérűekkel (boulonnais) párosítottak.

## Megjelenése
Egy tetszetős küllemű, arányos testfelépítésű, nehéz hidegvérű ló.Elegáns a nagy súlya ellenére. Feje szép, egyenes profilú, homloka széles, tekintete kifejező. Nyaka magasan illesztett, izmos. Marja kifejezett, teste széles, zömök. Vállai kissé meredekek, háta erős. Fara széles, barázdált, enyhén csapott. Lábai rövidek, szabályosak, szárazak, patái nagyok. Nem jellemző rá a hosszú bokaszőr. Magassága 160-170 cm, súlya 900 kg körül mozog. Leggyakoribb a szürke szín különböző árnyalataiban, de ritkábban előfordul a fekete színben is.

## Jelleme
Intelligens, kifinomult, könnyen kezelhető fajta. Energikus, okos és tanulékony. Az amerikaiak és az angolok ezekért a tulajdonságaiért becsülik.

## Hasznosítása
Gazdaságokban elsősorban mint igás- és kocsilovat használják. Az imponáló megjelenésű percheron kiállításokon is nagy népszerűségnek örvend. Japánban a legkedveltebb lófajta. Még egy új sportot is feltaláltak neki: szán elé befogva, homokos és füves pályán rendeznek vele versenyeket. Ezeket nyomversenyeknek hívják.